# کسنیا دودکینا
کسنیا دودکینا (به انگلیسی: Ksenia Dudkina) ژیمناست زادهٔ ۲۵ فوریهٔ ۱۹۹۵ میلادی اهل کشور روسیه است.